# Vodní mlýn Pasička
Vodní mlýn Pasička  v Poleni v okrese Klatovy je zaniklý vodní mlýn, který stál na potoce Poleňka. V letech 1958–1977 byl chráněn jako nemovitá kulturní památka České republiky.

## Historie
Mlýn je připomínán roku 1379 v berním rejstříku kraje Plzeň. V roce 1564 se stal předmětem sporu Adama Nebílovského z Drahobuze a chudenického Humprechta Černína. Byl památným pro pobyty "modrého abbé" Josefa Dobrovského.
Původní mlýn stával po pravé straně mlýnského potoka a jeho mlynář bydlel v kamenné chalupě na stráni nad mlýnem. Kolem roku 1660 zpustl a vojáci jej zapálili. V roce 1699 vybudovala poleňská vrchnost nový mlýn s obydlím na levém břehu.
V polovině 20. století patřil rodině Štolbů a po jejich smrti sloužil potomkům k rekreaci. 21. března 1984 odpoledne při vypalování suché trávy mlýn shořel.

## Popis
Jednalo se o typický šumavský mlýn s roubenou přední a zděnou zadní částí stavení. Materiálem stavby byl kámen, cihla a dřevo. Za chalupou mírně zasazenou do stráně stály v řadě kůlny. Stavení bylo v přední části roubené a mělo dvě okenní osy. Stavba měla vysokou valbovou střechu, původně krytou šindelem. V interiéru se síň nacházela vpravo za vchodem, vlevo byl vstup do dvou dalších místností; nad touto částí stavby čněl masivní barokní komín kuchyně.
Voda na vodní kolo vedla náhonem, který obtékal pozemek mlýna.